# Maserada sul Piave
Maserada sul Piave é uma comuna italiana da região do Vêneto, província de Treviso, com cerca de 7.500 habitantes. Estende-se por uma área de 28 km², tendo uma densidade populacional de 268 hab/km². Faz fronteira com Breda di Piave, Carbonera, Cimadolmo, Ormelle, Ponte di Piave, Spresiano.

## Demografia
| Variação demográfica do município entre 1861 e 2011                               |
|                                                                                   |
| Fonte: Istituto Nazionale di Statistica (ISTAT) - Elaboração gráfica da Wikipedia |